# Unirea Shopping Center

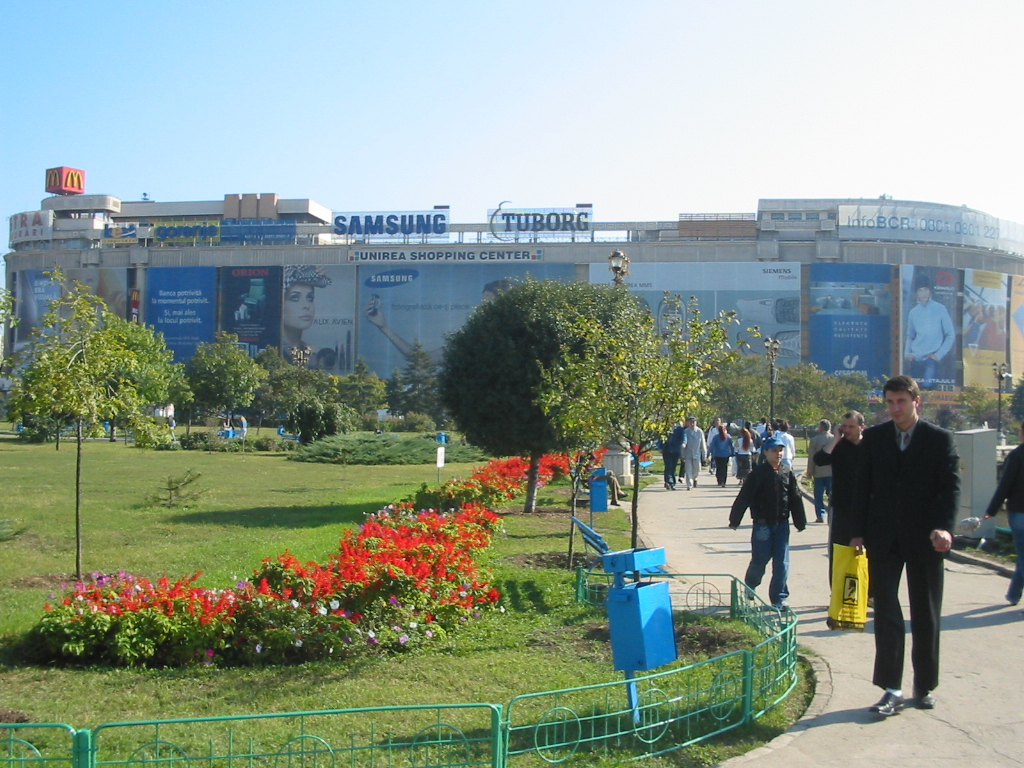
Parcul din Piața Unirii cu Unirea Shopping Center în fundal

Unirea Shopping Center este un centru comercial situat în centrul Bucureștiului, în Piața Unirii.
Are o suprafață totală de circa 84.000 metri pătrați, din care corpul central ocupă 32.000 metri pătrați.
Acționarul majoritar al Unirea Shopping Center este compania Nova Trade (compania omului de afaceri Dan Adamescu), care deține 65,4% din acțiuni, urmată de Unirea Shopping Center cu 10,95%, SIF Muntenia cu 9,06% și alți acționari cu 14,75%.
Titlurile societății se tranzacționează la categoria de bază a pieței Rasdaq, sub simbolul SCDM.
Familia Adamescu mai deține și complexul comercial Unirea Shopping Center Brașov, deschis la începutul anului 2008.
Cifra de afaceri în 2009: 23 milioane euro

## Clădirea
Clădirea a fost proiectată de către arhitectul Gheorghe Leahu în anul 1975. Inaugurat în data de 2 septembrie 1976, sub denumirea Magazinul Universal Unirea „nava amiral a comerțului românesc”, în prezența lui Nicolae Ceaușescu.
Inițial, într-o formă redusă la fațada dinspre Piața Unirii, magazinul a fost ulterior extins în anii '80 cu 2 aripi (Călărași și cea dinspre Bulevardul Unirii).
În anii 2000, magazinului i-a fost adăugată o parcare supraterană etajată.

## După 1989

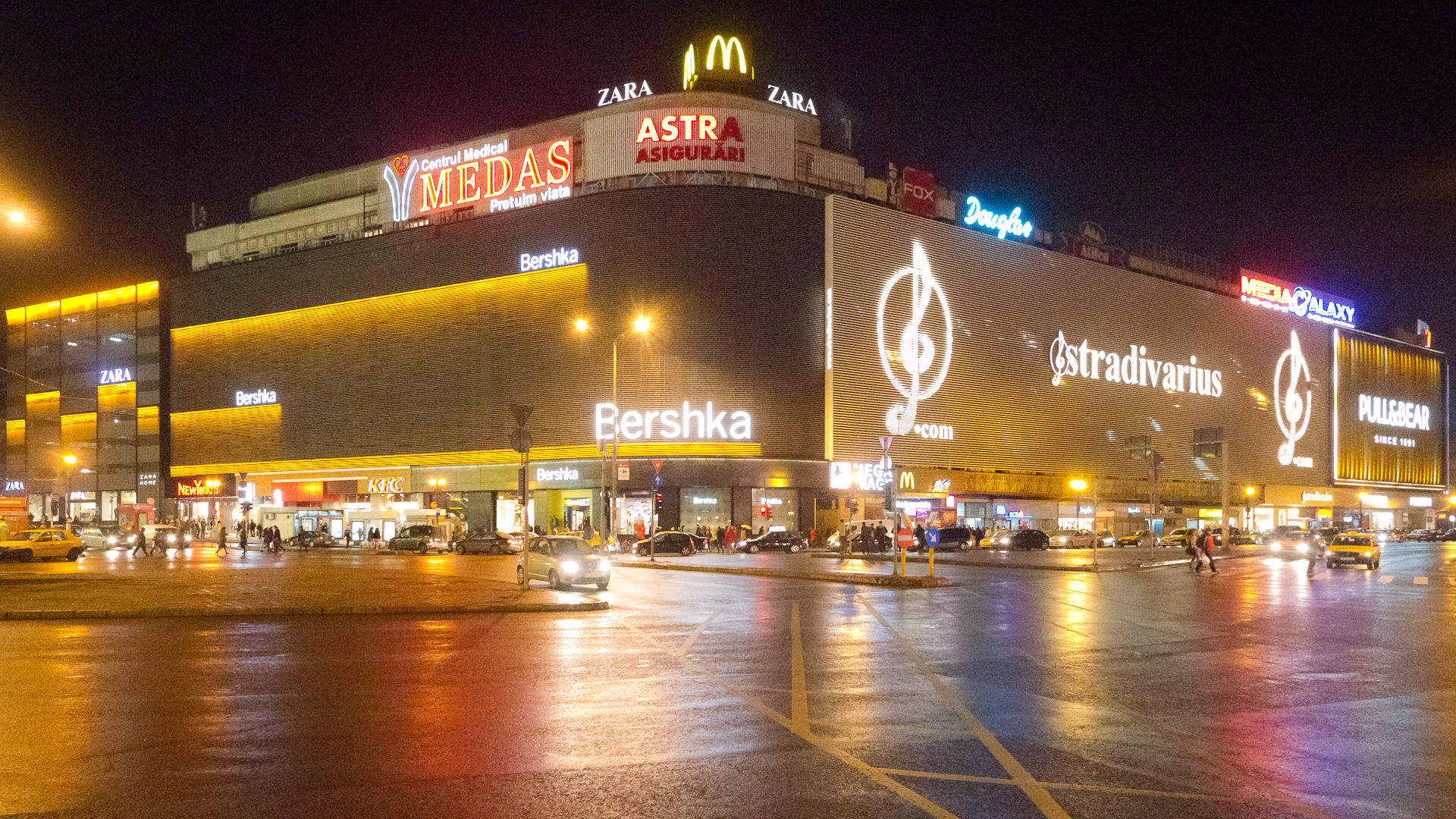
Unirea Shopping Center în 2012

În anii 90, magazinul Unirea și-a păstrat popularitatea, chiar i-a crescut datorită venirii unor noi chiriași, diferiți de cei din vremea socialistă, unii chiar de renume, de exemplu Sony, Panasonic, JVC, Adidas, Nike, etc., precum și primul McDonald's din România, prezent și astăzi în aceeași locație. 
Anii 2000 au reprezentat o decădere treptată pentru magazinul Unirea, deși existau destul de mulți chiriași, unii de renume. Apariția noilor malluri a dus la scăderea popularității magazinului, în special datorită faptului că acesta se afla în degradare progresivă și greu de adaptat noilor cerințe. Totuși în perioada anilor 2000 - 2010 a fost deschis food court-ul de la ultimul nivel, care a asigurat mult timp popularitatea acestui centru comercial. Odată cu pandemia de Covid 19, mai mulți chiriași au plecat (Bershka, Zara), iar food court-ul de la ultimul nivel a fost închis, la fel au plecat puțin înainte Altex și Diverta. Odată cu terminarea restricțiilor de pandemie, în anul 2022, numai McDonald's, KFC, și câteva magazine de bijuterii și telefonie mobilă au rămas la parter, etajele fiind goale. Majoritatea chiriașilor fie au închis afacerile fie s-au mutat în alte locații. Ultimul nume mare care a plecat a fost H&M în 2025. În 2025, excepție parterul la care se află McDonald's și alți chiriași, centrul comercial Unirea este gol. 

## Critici
Unii chiriași care au plecat în alte locații au menționat că prețurile la chirii în acest magazin erau nejustificat de mari raportat la ce oferea, starea generală a clădirii era precară, din ce în ce mai degradată, aprovizionare dificilă, în plus, și succesul centrului comercial Unirea a scăzut dramatic datorită altor centre comerciale mai moderne, nemaiavând atâția vizitatori, magazinele din el nu generau profit mare. Majoritatea veneau la food court-ul de la ultimul nivel, aceasta fiind singura atracție până la închiderea datorată pandemiei de Covid 19.